# Podkarpackie Centrum Piłki Nożnej
El Podkarpackie Centrum Piłki Nożnej (Centro de Fútbol de Podkarpackie) es una estructura de entrenamiento situada en Stalowa Wola, que consta de: un campo principal, dos campos con superficie artificial, dos campos de tamaño normal y un campo de tamaño normal con superficie natural. En el campo principal disputan sus partidos los jugadores del Stal Stalowa Wola. 
El centro se construyó entre 2017 y 2020, antes de la renovación la instalación se llamaba Stadion Miejskiego Ośrodek Sportu i Rekreacji de Stalowa Wola (Stadion MOSiR w Stalowej Woli).
El 1 de diciembre de 2023, el estadio acogió un partido de la Liga de Naciones Femenina de la UEFA 2023-24 en el que Polonia se impuso a Ucrania por 1-0, consiguiendo así el ascenso a la Liga A.
En 2025, fue uno de los estadios del Campeonato Europeo Sub-19 de Fútbol Femenino. Se disputaron 3 partidos de la fase de grupos y una semifinal; entre ellos, dos partidos de las españolas: uno de la fase de grupos contra Inglaterra y una semifinal contra Italia.